# Carlos De Toro
Carlos Alberto De Toro (Buenos Aires, 30 de mayo de 1960) es un exfutbolista y entrenador argentino. Su carrera deportiva ha sido básicamente en equipos centroamericanos, en particular de Costa Rica, aunque ha dirigido en la mayoría de los países de la región. Actualmente dirige al Real Sociedad de la Liga Nacional de Honduras.
En su extenso curriculum destaca el haber sido entrenador de la Selección nacional de Nicaragua entre 2006 y 2008, incluyendo su participación en la Copa Uncaf realizada en El Salvador, en 2007.

## Logros como entrenador
- C.S.D. Comunicaciones (Guatemala): Semifinalista Copa Interclubes de la Uncaf del 2000.

- Deportivo Laferrere (Argentina): Ascenso de Primera “C” Metropolitana (Tercera División) a “B” Metropolitana (Segunda División). Subcampeón 2000-2001 y campeón temporada 2001-2002 ascenso a Primera B.

- Club Sport Cartaginés (Costa Rica): Salvación del descenso en Clausura 2002-Llegó a falta de 7 fechas para finalizar la fase regular. Tercer lugar Apertura 2002. Segundo lugar Clausura 2003. Equipo revelación premio UNAFUT (Primera División de Costa Rica).

- Club Deportivo Victoria (Honduras): Semifinalista Apertura 1998-Con equipo joven debut de Walter Martínez, Francisco Antonio Pavón.

- Deportivo Sacachispas (Guatemala): Salvación de descenso en Clausura 1999-Llegó a falta de 4 fechas para finalizar la fase regular y disputó Liguilla de Descenso y Repechaje. Salvando la categoría

- Asociación Deportiva Ramonense (Costa Rica): Salvación de descenso en Clausura 2005

- Selección de Nicaragua UNCAF 2007: Revelación torneo

- El 3 de octubre de 2016, fue designado Director Técnico del Club San José de Oruro, uno de los 6 grandes de la Liga de Fútbol Profesional Boliviano.

### Participaciones en Copa de Naciones de la Uncaf
| Copa Uncaf      | Sede        | Resultado   |
| --------------- | ----------- | ----------- |
| Copa Uncaf 2007 | El Salvador | Sexto lugar |